# روي بين
روي بين (بالإنجليزية: Roy Bean)‏ هو قاضي صلح ‏ ومحامي وقاضي أمريكي، ولد في 1825 في مقاطعة ماسون في الولايات المتحدة، وتوفي في 16 مارس 1903 في Langtry, Texas ‏ في الولايات المتحدة.

## وصلات خارجية
- روي بين على موقع الموسوعة البريطانية (الإنجليزية)
- روي بين على موقع إن إن دي بي (الإنجليزية)